# Ердр-ан-Анжу
Ердр-ан-Анжу (фр. Erdre-en-Anjou) — муніципалітет у Франції, у регіоні Пеї-де-ла-Луар, департамент Мен і Луара. Ердр-ан-Анжу утворено 28 грудня 2015 року шляхом злиття муніципалітетів Брен-сюр-Лонгне, Жене, Ла-Пуез i Верн-д'Анжу. Адміністративним центром муніципалітету є Верн-д'Анжу. Населення — 5780 осіб (01.01.2021).